# Maurine Neuberger
Maurine Brown Neuberger-Solomon (Cloverdale, 9 de janeiro de 1907 – Portland, 22 de fevereiro de 2000) foi uma professora e política norte-americana que serviu como Senadora dos Estados Unidos pelo estado do Oregon de novembro de 1960 a janeiro de 1967. Foi a primeira e até a atualidade a única Senadora por Oregon, bem como a quarta mulher a ser eleita para o Senado dos Estados Unidos. Anteriormente, fez parte da Câmara dos Representantes de Oregon.
Neuberger nasceu no litoral do Oregon, sendo filha do médico Walter T. Brown e da professora Ethel Kelty Brown. Em 1924, concluiu sua formação como professora no Oregon College of Education, também graduando-se como Bachelor of Arts em 1929 pela Universidade de Oregon em Eugene e estudou em cursos de pós-graduação na Universidade da Califórnia em Los Angeles. Por doze anos, lecionou em escolas públicas, retornando à fazenda da família durante a Segunda Guerra Mundial. Enquanto trabalhava nesta função, conheceu Richard Neuberger, um jovem escritor que aspirava uma carreira política. Após Richard servir no Exército dos Estados Unidos durante a guerra, casaram-se em 20 de dezembro de 1945; eles não tiveram filhos.
A carreira política de Neuberger começou em 1946 quando ajudou seu esposo em sua campanha ao Senado de Oregon. Richard perdeu, mas dois anos acabou sendo eleito Senador estadual. Em 1950, Maurine elegeu-se para a Câmara dos Representantes de Oregon, tornando o casal o primeiro a servir simultaneamente em ambas as casas de um legislativo estadual. Como representante, centrou-se nos direitos dos consumidores e na reforma da educação.
Richard morreu em março de 1960, quando já era Senador dos Estados Unidos, e Maurine decidiu disputar a eleição especial realizada em novembro daquele ano para preencher seu assento. Contra todas as expectativas, Maurine venceu a primária democrata e derrotou na eleição geral o republicano Elmo Smith, ex-Governador, com 55 por cento dos votos. Em 1966, Neuberger decidiu não concorrer a um segundo mandato e, após retirar-se do Senado em 3 de janeiro de 1967, presidiu a Comissão sobre o Estatuto da Mulher e foi palestrante de temas relacionados ao consumo e o status das mulheres, também lecionando na Universidade de Boston, no Radcliffe Institute e no Reed College.